# Хармелин, Йосеф
Йосеф Хармелин (ивр. יוסף הרמלין‎; 1922, Вена, Австрия — 1994) — израильский деятель спецслужб и дипломат. Дважды занимал пост директора Службы общей безопасности (ШАБАК), возглавлял израильские дипломатические представительства в Иране и ЮАР.

## Биография
Йосеф Хармелин родился в 1922 году в Вене и провёл детство в Австрии. Он рано увлёкся идеями сионизма и вступил в общество «Маккаби ха-Цаир». Его также привлекал спорт, в особенности плавание, и он представлял на соревнованиях еврейский спортивный клуб «Ха-Коах».
В 1939 году, после объединения Австрии с нацистской Германией, родители Йосефа Хармелина эмигрировали в Мексику, но сам он и его сестра сумели попасть в подмандатную Палестину. Прожив в рамках программы «Алия молодёжная» некоторое время в молодёжном посёлке Бен-Шемен, он присоединился затем к членам кибуца Неве-Ям. В ходе Второй мировой войны Хармелин служил добровольцем в британских вооружённых силах, а в 1948 году мобилизовался в Армию обороны Израиля и принимал участие в Войне за независимость.
С 1949 года Хармелин начал работу в Службе общей безопасности (ШАБАК), где провёл следующие два с половиной десятилетия, постепенно поднимаясь по служебной лестнице. В 1960 году он был назначен заместителем директора ШАБАК, а в 1964 году — директором. Об этом назначении Хармелин узнал, когда его срочно вызвали из-за границы, где он в это время находился с очередной миссией. Хармелин возглавлял ШАБАК десять лет, большую часть этого времени оставаясь в тени и заработав прозвище «Человек, который молчит». В отличие от своих предшественников в должности, Хармелин добивался максимальной деполитизации ШАБАК. Большой опыт работы в спецслужбах помог Хармелину успешно справляться с новой задачей, которая легла на его ведомство после Шестидневной войны — контролем над захваченными в ходе войны арабскими территориями. В качестве директора ШАБАК в этот период Хармелин выступил с рекомендацией об отмене режима военного положения, на котором находились арабские граждане Израиля после окончания Войны за независимость; этот режим был отменён в 1966 году. Хармелин также выступал против применения физического насилия при допросах, в том числе в отношении террористов.
После увольнения из ШАБАК Хармелин занимал административные должности в ряде компаний (в частности в качестве генерального директора государственной компании «Бинуй у-Фитуах», а затем компании «Ширутей Нефт»), а в 1978 году был включён в состав комиссии Шимрона, расследовавшей вопросы организованной преступности в Израиле. Позже был направлен на дипломатическую работу. В 1979 году он возглавлял израильское дипломатическое представительство в Иране, когда там произошла исламская революция, и находящихся в стране израильтян необходимо было срочно эвакуировать. Хармелин через посредников вышел на премьер-министра Ирана Мехди Базаргана и сумел добиться от него согласия на одновременную эвакуацию всех израильтян из Ирана на американских самолётах, которая состоялась 18 февраля. В 1981 году Хармелин был назначен послом Израиля в ЮАР. По возвращении из Африки он занял пост заместителя генерального директора в ведомстве государственного контролёра, где также отвечал за контроль за деятельностью вооружённых сил и спецслужб.
В 1986 году Йосеф Хармелин был вторично назначен директором ШАБАК. Это произошло после скандального дела о маршруте 300, когда предыдущий директор Авраам Шалом был вынужден подать в отставку из-за обвинений в превышении служебных полномочий и фальсификации материалов расследования. На этот раз в должности директора он пробыл только два года, уволившись в марте 1988 года. Йосеф Хармелин умер в 1994 году в возрасте 72 лет.